# Dorota Wellman
Dorota Hanna Wellman z domu Owczuk (ur. 2 marca 1961 w Warszawie) – polska dziennikarka, prezenterka, producentka programów radiowych i telewizyjnych.

## Życiorys
Jest absolwentką II Liceum Ogólnokształcącego im. Stefana Batorego w Warszawie. Ukończyła studia na Wydziale Filologii Polskiej i Historii Sztuki Uniwersytetu Warszawskiego. Obroniła pracę magisterską pt. Mit Kresów Wschodnich w twórczości Czesława Miłosza. W latach 80. współpracowała przy reżyserii filmów: Stan wewnętrzny (1983), Do domu (1987), Szkoła kochanków, czyli Cosi Fan Tutte (1987). Pełniła funkcję II reżysera przy tworzeniu filmów: Schodami w górę, schodami w dół (1988), Ostatni dzwonek (1989), Stan strachu (1989). 
Karierę dziennikarską rozpoczynała w Radiu „Solidarność”. Była prezenterką i dyrektorką programową w Radiu Eska. Prowadziła audycję Bulion w Radiu Zet. W latach 2005–2006 była gospodynią popołudniowej audycji radia Tok FM TOK o'clock.
Karierę telewizyjną zaczęła od prowadzenia autorskiego programu Fotel w  Nowej Telewizji Warszawa. Jesienią 1994 przeszła do TVP1, dla której współtworzyła m.in. programy: Goniec, Przyjaciele, Tylko w Jedynce oraz Bohaterowie, skandaliści i inni. W latach 1997–1998 pracowała w telewizji Polsat, dla której współprowadziła programu Poranek z Polsatem i prowadziła talk-show Szpila. W 1998 przeszła do kanału Nasza TV, dla którego do 1999 prowadziła talk-show Piękni i znani czyli z wizytą u.... Następnie została prezenterką TVP2, dla której współprowadziła (z Jackiem Majkowskim) program publicystyczny Raport oraz prowadziła: trzy edycje programu Konsument (2004–2006; realizowany był we współpracy z UOKiK), magazyn książkowy Lubię czytać (2005-2006) i autorski cykl wywiadów ze znanymi parami Kocha, lubi, szanuje... (2006), ponadto w latach 2002–2007 współprowadziła poranny magazyn Pytanie na śniadanie w duecie z Marcinem Prokopem, z którym prowadziła także program Podróże z żartem (2006–2007) oraz cykl koncertów TVP2 i Radia Eska Hity Na Czasie (2007).
Z końcem sierpnia 2007 przeszła do TVN. Od września 2007 współprowadzi poranny program Dzień dobry TVN, poza tym współprowadziła (z Marcinem Prokopem) program edukacyjno-rozrywkowy Clever – widzisz i wiesz (2008). Prowadziła także programy w TVN Style: Ten jeden dzień (2008–2009) i Czytam, bo lubię (2009–2010) oraz współprowadziła Miasto kobiet (2010–2011). Współprowadziła program A momenty były? (2018) na TVN Fabuła oraz prowadziła program Inspirujące kobiety (2021–2022) na TVN Style. Od 27 lutego do 28 kwietnia 2023 prowadziła teleturniej telewizji TVN pt. Kto to wie?.
Pisała felietony dla magazynu „Gala” i czasopism filmowych: „Gala Filmowa” i „Viva! Kino”. W 2006 dołączyła do redakcji dwutygodnika „Viva!”. Była również redaktorką czasopism: „Fashion Magazine”, „Existence” i felietonistką „Magazynu Wprost dla Kobiet”, comiesięcznego dodatku do „Wprost”.
Współtworzyła książkę Arytmia uczuć (2008), będącą wywiadem rzeką z Januszem Leonem Wiśniewskim.
Uczestniczyła w programie rozrywkowym Polsatu Show!Time (2006), jednak zrezygnowała z udziału w programie po zaistnieniu sporu między jurorami. Zagrała epizodyczne role w serialach: 39 i pół (2008), Niania (2008) i Naznaczony (2009) oraz wystąpiła w filmach Bokser (2011) i Wałęsa. Człowiek z nadziei (2013), w którym wcieliła się w postać Henryki Krzywonos. W celu zagrania tej ostatniej zdobyła, mimo braku prawa jazdy, uprawnienia do prowadzenia tramwaju. 

## Życie prywatne
Zamężna z fotografikiem Krzysztofem Wellmanem, z którym ma syna Jakuba.
Choruje na migrenę. W 2024 poddała się operacji ablacji w związku z migotaniem przedsionków, które wystąpiło u niej po przejściu COVID-19 w 2020.

## Nagrody
W 2008 otrzymała od Fundacji Równości (wspólnie z Marcinem Prokopem) nagrodę Hiacynt w kategorii media za „oswajanie Polaków z innością przy porannej kawie”. Była nominowana do nagrody MediaTory 2008 w kategorii AkumulaTor za „ładowanie odbiorców pozytywną energią”.
W 2011 została laureatką nagrody Wiktory 2010 w kategorii prezenter telewizyjny i była nominowana do Nagrody Mediów Niptel za osobowość medialną. W 2016 otrzymała statuetkę Grubej Ryby dla Kobiety Koloru wręczonej przez redakcję Radia Kolor.
Zajęła pierwsze miejsce w rankingu „25 najcenniejszych polskich gwiazd 2018” sporządzonym przez „Forbesa”.

## Publikacje
- Arytmia uczuć, Gruner+Jahr Polska, Warszawa 2008; współautor – Janusz Leon Wiśniewski
- Kalendarzyk niemałżeński, Znak, Warszawa 2013; współautor – Paulina Młynarska
- Ja nie mogę być modelką?!, Pascal, Bielsko-Biała 2014
- Ryby są super, Lidl 2015; współautor – Karol Okrasa
- Jak zostać zwierzem telewizyjnym?, Pascal, Bielsko-Biała 2015
- Siedem lat później, Znak, Kraków 2016; współautor – Janusz Leon Wiśniewski
- Jak być przyzwoitym człowiekiem, Edipresse, Warszawa 2017
- Być jak Pągowski, Agora SA, Warszawa 2017; współautor – Andrzej Pągowski
- Życie towarzyskie, Edipresse, Warszawa 2018
- I ty możesz być modelką!, Edipresse, Warszawa 2019
- #przyjaźń, How2, Lublin 2020